# Mihail Marian
Mihail Marian Cucchiaroni (n. 7 mai 1958, Brașov) este un antrenor român de fotbal si fost jucător. A cunoscut consacrarea ca fotbalist la Sportul Studențesc, unde a evoluat pe postul de fundaș dreapta în aproape 400 de meciuri pe prima scenă fotbalistică a țării. De asemenea, el a fost selecționat în naționalele de tineret, olimpică și de seniori ale României. Dupa retragerea din activitatea de jucător, Mihail Marian s-a dedicat antrenoratului, pregătind echipe din România, Arabia Saudită, Kuwait, Iraq, Vietnam, Indonezia si Filipine. În perioada 2011-2014, el a ocupat postul de director tehnic al Federației Române de Fotbal (FRF). În această calitate, a coordonat activitatea de dezvoltare a fotbalului la nivel național și creșterea performanței echipelor naționale de juniori, masculin și feminin.

## Cariera de jucător
Mihail Marian a început să joace fotbal la 11 ani, la Steagul Roșu Brașov (în prezent FC Brașov). În sezonul 1975-76, la numai 17 ani,  a debutat în echipa de seniori jucând ca extremă dreaptă alături de mari fotbaliști români precum Nicolae Pescaru și Stere Adamache. După un sezon în care a înscris 8 goluri în 24 de meciuri și a fost desemnat cel mai bun jucător brașovean, s-a transferat în București, la Sportul Studențesc, unde a jucat timp de 16 ani, între 1976 și 1992, fiind unul din jucătorii emblematici ai acestei echipe.
 Mihail Marian și-a făcut debutul la Sportul Studențesc pe 20 octombrie 1976 în Cupa UEFA împotriva nemților de la 
FC Schalke 04.

## Cariera internațională
Mihail Marian a fost selecționat de 5 ori la echipa națională de fotbal a României  între 1982 si 1986. A debutat sub bagheta lui Mircea Lucescu, pe 14 martie 1982, într-un meci amical împotriva reprezentativei Belgiei, desfășurat pe stadionul Heysel din Bruxelles, Belgia. De asemenea, el mai are 11 prezențe la echipa națională olimpică, participând la 2 campanii de calificare pentru Jocurile Olimpice de vară, cea de la Los Angeles din 1984 și cea de la Seul din 1988 și 2 selecții la echipa națională de tineret.

## Cariera de antrenor
În România, Mihail Marian a antrenat în Liga 1 pe Sportul Studențesc, FC Brașov și FCM Bacău, iar, în Liga 2 pe AS Rocar București, FC Sibiu  și în două rânduri, din nou pe fosta sa echipă, Sportul Studențesc. 

În străinătate, el a antrenat echipele de primă ligă Al Qardaha și Al Jaish din Siria, Al Riyadh din Arabia Saudită, Al Jahra din Kuweit, Zakho din Iraq, FLC Thanh Hóa din Vietnam, PSS Sleman din Indonezia și  United City din Filipine.

De asemenea, a mai activat ca director sportiv și coordonator al centrului de copii și juniori la FC Steaua București, ca lector la Școala Federală de Antrenori din cadrul Federației Române de Fotbal (FRF) și ca director tehnic la Al Wahda Abu Dhabi din Emiratele Arabe Unite, unde a răspuns de academie și de echipa de rezerve a clubului. 

În august 2011, Mihail Marian a fost numit directorul tehnic al Federației Române de Fotbal (FRF). La scurt timp după numirea sa în funcție, a fost elaborat un plan strategic coerent de redresare și relansare a fotbalului românesc. În februarie 2014, cu puțin timp înaintea alegerii unui nou președinte al Federației Române de Fotbal (FRF), Mihail Marian își încetează oficial activitatea ca director tehnic, în locul lui fiind numit Anghel Iordănescu, fostul selecționer al României. Multe din măsurile preconizate de Mihail Marian au fost preluate, adaptate și aplicate ulterior de noua conducere a Federației Române de Fotbal (FRF).

În octombrie 2016, Mihail Marian se întoarce la antrenorat, semnând cu echipa de primă ligă iraqiană Zakho, la care au mai activat și alți tehnicieni români precum Ilie Stan, Ion Marin sau Dorinel Munteanu.
În decembrie 2017, Mihail Marian semnează cu echipa FLC Thanh Hoa, reprezentanta Vietnamului în Asia Champions League 2018.
În aprilie 2023, Mihail Marian se reîntoarce la antrenorat, semnând cu echipa indoneziană de primă ligă PSS Sleman.
În februarie 2024, Mihail Marian este numit antrenorul principal al lui United City FC, cea mai titrată  echipă  din fotbalul filipinez.